# Pierre Jodlowski
Pierre Jodlowski (ur. 9 marca 1971 w Tuluzie) – francuski kompozytor i wykonawca muzyki współczesnej. Dyrektor artystyczny studia éOle oraz festiwalu Novelum w Tuluzie.

## Twórczość
Jodlowski jest autorem muzyki elektronicznej, multimedialnej, teatralnej, a także instalacji muzycznych oraz performansów. Jego utwory prezentowane były na wielu ważnych festiwalach muzyki nowej (Warszawska Jesień, Musica Electronica Nova, Ad Libitum). Wiele z nich zostało również nagranych, m.in. przez Ensemble InterContemporain dla prestiżowej, promującej muzykę nowoczesną wytwórni Kairos. Jedna z płyt z muzyką Jodlowskiego otrzymała nagrodę Académie Charles-Cros. Wybrane utwory:
- Série Rose na fortepian i soundtrack stereo (2012)
- Hyperspeed Disconnected Motion na flet Paetzolda, flet kontrabasowy, wideo i soundtrack (2012)
- L'Aire du Dire – oratorium na 12 głosów, wideo i elektronikę (2011)
- Jour 54 opera radiowa do tekstu Georga Pereca (2009)
- Passage, dynamicznie aktywny korytarz, instalacja (2009)
- 60 Loops na kwartet smyczkowy i elektronikę (2006)